# Hàm liên tục
Trong toán học, một hàm liên tục hay hàm số liên tục là một hàm số không có sự thay đổi đột ngột trong giá trị của nó, gọi là những điểm gián đoạn. Chính xác hơn, thay đổi rất ít đầu vào của hàm liên tục thì sự chênh lệch của đầu ra cũng nhỏ tùy ý. Một hàm số không liên tục còn gọi là hàm gián đoạn. Đến trước thế kỷ 19, các nhà toán học phần lớn sử dụng những khái niệm liên tục cảm tính, dẫn đến những nỗ lực chặt chẽ hóa nó như là định nghĩa epsilon–delta.
Dạng định nghĩa epsilon-delta được đề cập đầu tiên bởi Bernard Bolzano năm 1817. Định nghĩa liên tục ban đầu liên quan đến giới hạn được đưa ra bởi Augustin-Louis Cauchy. Cauchy định nghĩa liên tục của {\displaystyle f} như sau: Một sự tăng vô cùng nhỏ của biến độc lập {\displaystyle x} luôn luôn là một sự thay đổi tăng vô cùng nhỏ của {\displaystyle f(x)}. Cauchy định nghĩa trên một lượng vô cùng nhỏ của biến, định nghĩa của ông ta rất gần với định nghĩa của chúng ta sử dụng ngày nay.
Tính liên tục của hàm số là một khái niệm quan trọng trong tô pô học. Phần mở đầu của bài viết này tập trung vào trường hợp đặc biệt khi đầu vào và đầu ra của hàm số là những số thực. Một dạng mạnh hơn của tính liên tục là liên tục đều. Ngoài ra, bài viết này cũng có định nghĩa cho những trường hợp hàm số giữa hai không gian mêtric. Trong lý thuyết thứ tự, đặc biệt là lý thuyết miền, ta có khái niệm liên tục gọi là tính liên tục Scott.
Định nghĩa chính thức và phân biệt giữa liên tục điểm và liên tục đều được đưa ra đầu tiên bởi Bolzano vào năm 1830 nhưng điều đó không được công bố mãi đến năm 1930. Eduard Heine công bố lần đầu tiên định nghĩa liên tục đều năm 1872, nhưng dựa trên những ý tưởng từ bài giảng của Peter Gustav Lejeune Dirichlet năm 1854.
Một ví dụ đơn giản, hàm số H(t) thể hiện chiều cao của một cây đang mọc tại thời gian t có thể được coi là liên tục. Ngược lại, hàm số M(t) chỉ số tiền trong một tài khoản ngân hàng tại thời gian t là không liên tục, vì nó sẽ "nhảy" mỗi lần một số tiền được gửi vào hay rút ra.

## Lịch sử
Dạng định nghĩa epsilon-delta được đề cập đầu tiên bởi Bernard Bolzano năm 1817. Định nghĩa liên tục ban đầu liên quan đến giới hạn được đưa ra bởi Augustin-Louis Cauchy. Cauchy định nghĩa liên tục của {\displaystyle f} như sau: Một sự tăng vô cùng nhỏ của biến độc lập {\displaystyle x} luôn luôn là một sự thay đổi tăng vô cùng nhỏ của {\displaystyle f(x)}. Cauchy định nghĩa trên một lượng vô cùng nhỏ của biến, định nghĩa của ông ta rất gần với định nghĩa của chúng ta sử dụng ngày nay.
Định nghĩa chính thức và phân biệt giữa liên tục điểm và liên tục đều được đưa ra đầu tiên bởi Bolzano vào năm 1830 nhưng điều đó không được công bố mãi đến năm 1930. Eduard Heine công bố lần đầu tiên định nghĩa liên tục đều năm 1872, nhưng dựa trên những ý tưởng từ bài giảng của Peter Gustav Lejeune Dirichlet năm 1854.

## Hàm số thực

### Định nghĩa

Hàm số liên tục trên tập xác định, nhưng không liên tục trên toàn bộ vì nó không có nghĩa tại

Ánh xạ từ X vào Y liên tục tại điểm x
U là lân cận của x trong X

Một hàm số thực, ở đây nghĩa là hàm số từ tập số thực đến tập số thực, có thể được biểu diễn bằng đồ thị trong mặt phẳng tọa độ; một hàm số như thế là liên tục nếu, nói đại khái, đồ thị của nó là một đường duy nhất không bị đứt gãy chạy trên toàn tập số thực. Một định nghĩa chính xác hơn được đưa ở dưới.
Định nghĩa chặt chẽ cho tính liên tục của hàm số thực thường sử dụng khái niệm giới hạn. Hàm số f  theo biến x được gọi là liên tục tại điểm c trên trục số thực nếu giới hạn của f(x) khi x tiến tới c, bằng giá trị f(c); và hàm số được gọi là liên tục nếu nó liên tục tại mọi điểm. Một hàm số được gọi là gián đoạn tại một điểm khi nó không liên tục tại điểm đó. Những điểm này gọi là các điểm gián đoạn.
Có một số cách hiểu khác nhau cho tính liên tục của hàm số. Do đó, khi sử dụng khái niệm liên tục, cần phải cẩn thận coi ý nghĩa liên tục nào được dùng. Khi nói một hàm số là liên tục, người ta có thể mang một trong các ý nghĩa sau:
- Hàm số liên tục tại mọi điểm trong tập xác định của nó. Theo nghĩa này, hàm số f(x) = tan(x) liên tục trên tập xác định là tất cả số thực x ≠ (2n+1)π/2, n số nguyên bất kỳ.
- Tại giá trị biên của tập xác định, chỉ xét giới hạn một bên. Ví dụ, hàm số g(x) = √x, với tập xác định là các số thực không âm, chỉ có giới hạn bên phải tại x = 0. Trong trường hợp này chỉ cần giới hạn một bên của hàm số bằng giá trị của hàm số, tức g có thể coi là liên tục trên toàn bộ tập số thực không âm.
- Hàm số liên tục tại mọi số thực. Theo nghĩa này, hai hàm số nêu trên không liên tục, còn các hàm đa thức, hàm sin, cosin, và hàm mũ đều liên tục.

Sử dụng ký hiệu toán học, có vài cách để định nghĩa hàm liên tục theo một trong ba cách hiểu nói trên.
Đặt f: D ⟶ R là hàm số định nghĩa trên một tập con D của tập số thực R. Tập con D này là tập xác định của f. Một số khả năng cho D bao gồm:
{\displaystyle D=\mathbf {R} \quad } (D là toàn bộ tập số thực), hoặc với các số thực a, b,
{\displaystyle D=[a,b]=\{x\in \mathbf {R} \,|\,a\leq x\leq b\}\quad } (D là một khoảng đóng), hay
{\displaystyle D=(a,b)=\{x\in \mathbf {R} \,|\,a<x<b\}\quad } (D là một khoảng mở).
Trong trường hợp D là một khoảng mở, a và b không phải là giá trị biên của tập xác định, và các giá trị f(a) và f(b) không ảnh hưởng đến tính liên tục của f trên D.

#### Định nghĩa liên tục theo giới hạn của hàm
Hàm {\displaystyle f} gọi là liên tục tại điểm {\displaystyle c} trên miền xác định nếu giới hạn của {\displaystyle f(x)} khi {\displaystyle x} tiến dần về {\displaystyle c} tồn tại và bằng giá trị của {\displaystyle f(c)}. Ta viết:
{\displaystyle {\underset {x\rightarrow c}{\lim }}f(x)=f(c)}
hay chính là 3 điều kiện sau: 1 là {\displaystyle f} xác định tại {\displaystyle c}, 2 là giới hạn bên vế trái là tồn tại, thứ 3 là giá trị của giới hạn phải bằng {\displaystyle f(c)}.
Hàm {\displaystyle f} là liên tục nếu liên tục tại mọi điểm trong miền xác định.

#### Định nghĩa theo giới hạn của dãy

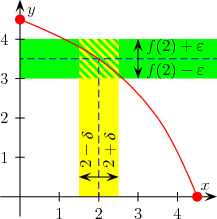
Biểu diễn liên tục theo epsilon–delta

Đồ thị hàm

Cho dãy {\displaystyle (x_{n})_{n\in \mathbb {N} }} bất kì trên miền xác định hội tụ về {\displaystyle c}, thì tương ứng dãy {\displaystyle (f(x_{n}))_{n\in \mathbb {N} }} hội tụ về {\displaystyle f(c)}

#### Định nghĩa liên tục theo epsilon–delta

Đồ thị hàm trên

Cho số thực bất kỳ {\displaystyle \varepsilon >0}, tồn tại số thực {\displaystyle \delta >0} sao cho với mọi {\displaystyle x} trong miền xác định của {\displaystyle f} với {\displaystyle c-\delta <x<c+\delta }, giá trị của {\displaystyle f(x)} thỏa
{\displaystyle f(c)-\varepsilon <f(x)<f(c)+\varepsilon }
Liên tục của {\displaystyle f\,:\,I\rightarrow \mathbb {R} } tại {\displaystyle c} là với mọi {\displaystyle \varepsilon >0}, tồn tại {\displaystyle \delta >0} sao cho với mọi {\displaystyle x\in I}
{\displaystyle \vert x-c\vert <\delta \Rightarrow \vert f(x)-f(c)\vert <\varepsilon }

### Ví dụ
Hàm 
{\displaystyle f(x)={\frac {2x-1}{x+2}}}
liên tục trên miền xác định {\displaystyle \mathbb {R\backslash } \{-2\}}

### Phản ví dụ
{\displaystyle \operatorname {sgn}(x)={\begin{cases}1,x>0\\0,x=0\\-1,x<0\end{cases}}}
Ví dụ về hàm không liên tục với {\displaystyle \varepsilon ={\frac {1}{2}}}, lấy với mọi {\displaystyle y\neq 0}, khi đó không tồn tại {\displaystyle \delta >0\,:\,\vert y-0\vert =\vert y\vert <\delta } sao cho {\displaystyle \vert f(y)-f(0)\vert =<\epsilon ={\frac {1}{2}}} vì {\displaystyle \vert f(y)-f(0)\vert =1\,\forall y\neq 0}

### Tính chất

#### Định lý giá trị trung gian
Cho {\displaystyle f\,:\,[a,b]\rightarrow \mathbb {R} } là liên tục, giả sử {\displaystyle s} nằm giũa {\displaystyle f(a)} và {\displaystyle f(b)}. Khi đó tồn tại ít nhất một {\displaystyle c\in [a,\,b]} sao cho {\displaystyle f(c)=s}.
Ví dụ như một đứa trẻ từ khi 4 tuổi đến khi 8 tuổi, chiều cao tăng từ 1m đến 1.5m, khi đó sẽ có 1 thời điểm nào đó trong khoảng 4 tuổi đến 8 tuổi, đứa trẻ cao 1.2m

#### Định lý giá trị cực biên
Cho khoảng {\displaystyle [a,\,b]} (khoảng đóng và bị chặn) và {\displaystyle f\,:\,[a,\,b]\rightarrow \mathbb {R} } là liên tục, khi đó {\displaystyle f} có giá trị lớn nhất và giá trị nhỏ nhất trên {\displaystyle [a,\,b]}, hay tồn tại {\displaystyle c,\,d\in [a,\,b]} sao cho {\displaystyle f(c)\leq f(x)\leq f(d)} với mọi {\displaystyle x\in [a,b]}.

#### Định lý điểm cố định
Cho {\displaystyle a<b;\,a,\,b\in \mathbb {R} }, {\displaystyle f\,:\,[a,\,b]\rightarrow [a,\,b]} liên tục, khi đó tồn tại ít nhất một {\displaystyle c\in [a,\,b]} sao cho {\displaystyle f(c)=c}.

#### Quan hệ với tínhkhả tíchvàkhả vi
Mọi hàm {\displaystyle f\,:\,(a,b)\rightarrow \mathbb {R} } khả vi đều liên tục, điều ngược lại không đúng.
Ví dụ hàm trị tuyệt đối
{\displaystyle f(x)=|x|={\begin{cases}x,x\geq 0\\-x,x<0\end{cases}}}
là liên tục trên {\displaystyle \mathbb {R} } nhưng không khả vi tại 0.
Đạo hàm {\displaystyle f^{'}(x)} của hàm khả vi {\displaystyle f(x)} không nhất thiết phải liên tục, nếu có đạo hàm liên tục thì ta gọi là khải vi liên tục. Tập các hàm này không gian hàm {\displaystyle C^{1}(a,b)}.
Xét tập các hàm
{\displaystyle f\,:\,\Omega \rightarrow \mathbb {R} }
Trong đó {\displaystyle \Omega } là tập con mở trong {\displaystyle \mathbb {R} } sao cho hàm {\displaystyle f} khả vi liên tục đến bậc {\displaystyle k}.
Tập các hàm này là không gian {\displaystyle C^{k}(\Omega )}.
Mọi hàm
{\displaystyle f\,:\,[a,\,b]\rightarrow \mathbb {R} }
đều khả tích, điều ngược lạ không đúng, ví dụ như hàm {\displaystyle \operatorname {sign} (x)}

Đồ thị hàm

#### Liên tục đều

Dãy hàm liên tục hội tụ về hàm không liên tục

Giả sử {\displaystyle \Omega } là tập con của {\displaystyle \mathbb {R} } khi đó
{\displaystyle f\,:\,\Omega \rightarrow \mathbb {R} }
liên tục đều trên {\displaystyle \Omega } nếu với mọi {\displaystyle \epsilon >0} cho trước tồn tại {\displaystyle \delta >0} chỉ phụ thuộc vào {\displaystyle \epsilon } sao cho {\displaystyle \vert x-x'\vert <\delta }, {\displaystyle \forall x,\,x^{'}\in \Omega } thì
{\displaystyle \vert f(x)-f(x')\vert <\varepsilon }
Ví dụ như hàm {\displaystyle y=\sin(x)} và {\displaystyle y=x}

#### Hội tụcủa dãy hàm liên tục
Cho dãy {\displaystyle (f_{n})_{n\in \mathbb {N} }\,:\,I\rightarrow \mathbb {R} }
các hàm liên tục sao cho
{\displaystyle f(x)=\lim _{n\rightarrow \infty }f_{n}(x)}
tồn tại với mọi {\displaystyle x\in I}, khi đó hàm {\displaystyle f(x)} là giới hạn từng điểm của hãy {\displaystyle (f_{n})_{n\in \mathbb {N} }}, hàm {\displaystyle f} không nhất thiết liên tục cho dù {\displaystyle f_{n}} là liên tục.
Tuy nhiên nếu {\displaystyle f} liên tục, khi đó dãy {\displaystyle (f_{n})_{n\in \mathbb {N} }} hội tụ đều

#### Hàm không liên tục mọi nơi[2]
Là hàm không liên tục tại mọi điểm trên miền xác định.
Hàm Dirichlet
Cho {\displaystyle c} và {\displaystyle d} là hai số thực(thường lấy {\displaystyle c=1} và {\displaystyle d=0}), định nghĩa bởi
{\displaystyle D(x)={\begin{cases}c,x\in \mathbb {Q} \\d,x\notin \mathbb {Q} \end{cases}}}
là không liên tục mọi nơi, hàm có thể phân tích thành
{\displaystyle D(x)={\underset {m\rightarrow \infty }{\lim }}{\underset {n\rightarrow \infty }{\lim }}\cos ^{2n}(m!\pi x)}
Nếu {\displaystyle E} là tập con bất kì của không gian tô pô {\displaystyle X} sao cho cả {\displaystyle E} và phần bù của {\displaystyle E} trù mật trong {\displaystyle X} sẽ không liên tục mọi nơi. Hàm này được nghiên cứu đầu tiên bởi Peter Gustav Lejeune Dirichlet.

## Liên tục trênkhông gian mêtric

### Định nghĩa
Liên tục trên không gian mê tric với định nghĩa:
Cho {\displaystyle (X,d_{1})} và {\displaystyle (Y,d_{2})} là 2 không gian mê tric.
Ánh xạ {\displaystyle f\,\,:\,(X,d_{1})\,\rightarrow \,(Y,d_{2})} liên tục tại {\displaystyle x\in X} nếu
{\displaystyle \forall \varepsilon >0,\,\exists \sigma >0,\,d_{1}(x,y)\,<\,\sigma \,\Rightarrow d_{2}(f(y),f(x))\,<\varepsilon }
hay với mọi {\displaystyle B(f(x),\varepsilon )} tâm tại {\displaystyle f(x)} khi đó {\displaystyle \exists B(x,\sigma )} tâm tại {\displaystyle x} sao cho
{\displaystyle f(B(x,\sigma ))\subset B(f(x),\varepsilon )}.

### Tính chất
- Cho {\displaystyle (X,\,d)} là không gian mêtric, {\displaystyle A} là tập con của {\displaystyle X} thì {\displaystyle f_{A}\,:\,X\rightarrow \mathbb {R} } với {\displaystyle f_{A}(x)=d(\{x\},\,A)} là liên tục.

### Liên tụcLipchitz[4]
Cho hai không gian mêtric {\displaystyle (X,d_{X})} và {\displaystyle (Y,d_{Y})} với {\displaystyle d_{X}} là mêtric trên {\displaystyle X} và {\displaystyle d_{Y}} là mêtric trên {\displaystyle Y}.
{\displaystyle f\,:\,X\rightarrow Y} là liên tục Lipchitz nếu tồn tại hằng số {\displaystyle K\geq 0} sao cho với mọi {\displaystyle x_{1},\,x_{2}\in X}
{\displaystyle d_{Y}(f(x_{1}),\,f(x_{2}))\leq K\,d_{X}(x_{1},\,x_{2})}

#### Ví dụ
Hàm {\displaystyle f(x)={\sqrt {x^{2}}}+5} liên tục Lipchitz với {\displaystyle K=1}.

### Liên tụcHolder[4]
Cho hai không gian mêtric {\displaystyle (X,d_{X})} và {\displaystyle (Y,d_{Y})} với {\displaystyle d_{X}} là mêtric trên {\displaystyle X} và {\displaystyle d_{Y}} là mêtric trên {\displaystyle Y}, với {\displaystyle \alpha } là số thực.
{\displaystyle f\,:\,X\rightarrow Y} là liên tục Holder nếu tồn tại hằng số {\displaystyle K\geq 0} sao cho với mọi {\displaystyle x_{1},\,x_{2}\in X}
{\displaystyle d_{Y}(f(x_{1}),\,f(x_{2}))\leq K(\,d_{X}(x_{1},\,x_{2}))^{\alpha }}

#### Ví dụ
{\displaystyle f(x)={\sqrt {x}}} là liên tục Holder với {\displaystyle \alpha \leq {\frac {1}{2}}}, nhưng không liên tục Lipchitz.

### Liên tục Cauchy[5]
Cho {\displaystyle X} và {\displaystyle Y} là hai không gian mêtric, {\displaystyle f} là hàm từ {\displaystyle X} vào {\displaystyle Y}.
Hàm {\displaystyle f} là liên tục Cauchy nếu và chỉ nếu cho dãy Cauchy bất kì {\displaystyle (x_{1},x_{2},...)} trong {\displaystyle X}, dãy {\displaystyle (f(x_{1}),\,f(x_{2}),\,...)} là dãy Cauchy trong {\displaystyle Y}.
Mọi hàm liên tục đều thì liên tục Cauchy, liên tục Cauchy là liên tục.
Nếu {\displaystyle X} là không gian đầy đủ, thì mọi hàm liên tục trên {\displaystyle X} là liên tục Cauchy.

#### ví dụ
Trên đường thẳng thực {\displaystyle \mathbb {R} } liên tục cũng chính là liên tục Cauchy.
Hàm {\displaystyle f(x)=0} khi {\displaystyle x^{2}<2} và {\displaystyle f(x)=1} khi {\displaystyle x^{2}>2} với mọi số hữu tỉ {\displaystyle x}. Hàm này liên tục trên {\displaystyle \mathbb {Q} } nhưng không liên tục Cauchy

## Liên tục trongkhông gian tô pô
Nghiên cứu về không gian Tô pô, ta có nhiều khái niệm khác nhau về quan hệ giữa các không gian tô pô với nhau và giữa các không gian con của chúng. Ta muốn xem xét hàm đưa một không gian tô pô vào không gian tô pô khác, Tính liên tục của là một trong những khái niệm cốt lõi của không gian tô pô, được mô tả trực quan tính sinh động trong không gian hình học.

### Định nghĩa
- Cho {\displaystyle X} và {\displaystyle Y} là hai không gian tô pô. Ánh xạ {\displaystyle f\,\,:\,X\,\rightarrow \,Y} là liên tục tại điểm {\displaystyle x} trong {\displaystyle X} nếu mọi tập mở {\displaystyle V} trong {\displaystyle Y} chứa {\displaystyle f(x)} thì có tập mở {\displaystyle U} của {\displaystyle X} chứa {\displaystyle x} sao cho {\displaystyle f(U)} chứa trong {\displaystyle V}. Ta nói {\displaystyle f} liên tục trên {\displaystyle X} nếu nó liên tục tại mọi điểm trên {\displaystyle X}.
- Lân cận của điểm {\displaystyle x\in X} là tập con của {\displaystyle X} chứa tập mở chứa {\displaystyle x}. Lân cận không cần phải mở.
- {\displaystyle f} liên tục tại {\displaystyle x} nếu mọi tập mở {\displaystyle V} chứa {\displaystyle f(x)} thì tập {\displaystyle f^{-1}(V)} là lân cận của {\displaystyle x}.[6]

### Định lý
- Ánh xạ là liên tục nếu và chỉ nếu ảnh ngược của tập mở là tập mở. Hay {\displaystyle f\,\,:\,X\,\rightarrow \,Y} liên tục khi và chỉ khi với mọi {\displaystyle V} mở trong {\displaystyle Y} thì {\displaystyle f^{-1}(V)} mở trong {\displaystyle X}.

Chứng minh
({\displaystyle \Rightarrow }) Giả sử rằng {\displaystyle f\,\,:\,X\,\rightarrow \,Y} là liên tục. Cho {\displaystyle U} là tập mở trong {\displaystyle Y}. Cho {\displaystyle x\in f^{-1}(U)}. Vì {\displaystyle f} liên tục tại {\displaystyle x} và {\displaystyle U} là lân cận mở của {\displaystyle f(x)} thì có mở {\displaystyle V_{x}} chứa {\displaystyle x} sao cho {\displaystyle V_{x}} chứa trong {\displaystyle f^{-1}(U)}. Do đó {\displaystyle f^{-1}(U)=\cup _{x\in f^{-1}(U)}V_{x}} là mở.
({\displaystyle \Leftarrow }) Giả sử rằng ảnh ngược của mọi tập mở là tập mở. Cho {\displaystyle x\in X}, {\displaystyle U} là lân cận mở của {\displaystyle f(x)}. Khi đó {\displaystyle V=f^{-1}(U)} là tập mở chứa {\displaystyle x}, và {\displaystyle f(V)} chứa trong {\displaystyle U}. Vì thế {\displaystyle f} liên tục tại {\displaystyle x}.

### Liên tục trong không gian tô pô compact

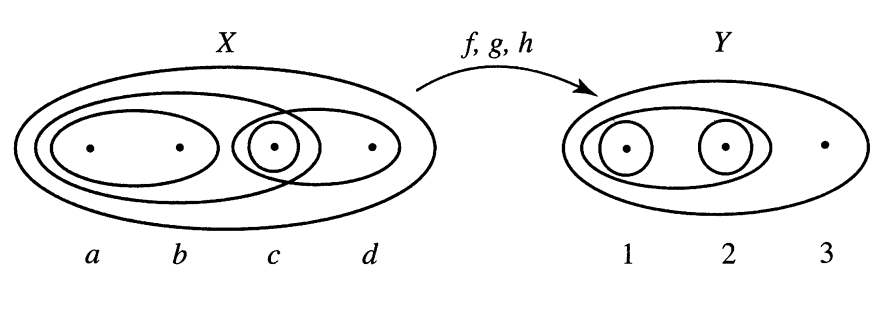
Ví dụ 1: Tính liên tục của 3 ánh xạ đi từ không gian tô pô vào không gian tô pô

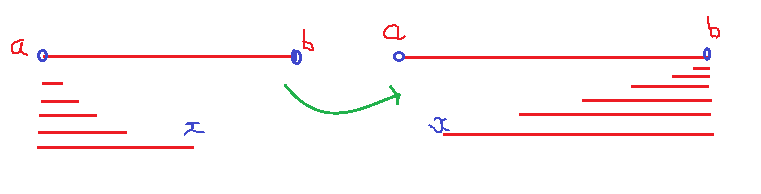
Ví dụ 2: Ánh xạ liên tục trên cơ sở

### Một số tính chất và mệnh đề[7]
- Ánh xạ là liên tục nếu và chỉ nếu ảnh ngược của tập đóng là tập đóng.
- Cho {\displaystyle X} và {\displaystyle Y} là hai không gian tô pô và {\displaystyle \mathbb {B} } là cơ sở của tô pô trên {\displaystyle Y}. Khi đó {\displaystyle f\,\,:\,X\,\rightarrow \,Y} liên tục nếu và chỉ nếu {\displaystyle f^{-1}(B)} là mở trong {\displaystyle X} với mọi {\displaystyle B\in \mathbb {B} }.
- Cho {\displaystyle \mathbb {R} } với tô pô định chuẩn. Khi đó mọi hàm đa thức {\displaystyle p\,:\,\mathbb {R} \,\rightarrow \,\mathbb {R} } với {\displaystyle p(x)\,=a_{n}x^{n}+...+a_{1}x+a+0} là liên tục.
- Giả sử {\displaystyle f\,\,:\,X\,\rightarrow \,Y} là liên tục. Nếu dãy {\displaystyle (x_{1},\,x_{2},\,...)} trong {\displaystyle X} hội tụ về {\displaystyle x} khi đó dãy {\displaystyle (f(x_{1}),\,f(x_{2}),\,...)} trong {\displaystyle Y} hội tụ về {\displaystyle f(x)}.
- Cho {\displaystyle f\,\,:\,X\,\rightarrow \,Y} và {\displaystyle g\,\,:\,Y\,\rightarrow \,Z} liên tục. Khi đó hàm hợp {\displaystyle g\,\circ \,f\,\,:\,X\,\rightarrow \,Z} là liên tục.
- Cho {\displaystyle X,Y} là hai không gian tô pô, {\displaystyle A} là không gian con của {\displaystyle X}. Cho {\displaystyle f\,:\,X\rightarrow Y} liên tục. Khi đó {\displaystyle f|_{A}\,:\,A\rightarrow Y} liên tục.

### Liên tục trongkhông gian tô pô liên thông[7]
- Cho {\displaystyle f\,\,:\,X\,\rightarrow \,Y} liên tục, nếu {\displaystyle X} liên thông thì {\displaystyle f(X)} liên thông.
- Cho {\displaystyle f\,\,:\,X\,\rightarrow \,Y} liên tục, nếu {\displaystyle X} liên thông đường thì {\displaystyle f(X)} liên thông đường.
- Cho {\displaystyle X} là không gian tô pô liên thông, và {\displaystyle f\,:\,X\rightarrow \mathbb {R} } liên tục. Nếu {\displaystyle p,\,q\in f(X)} và {\displaystyle p\leq r\leq q}, khi đó {\displaystyle r\in f(X)}. (Định lý giá trị trung bình mở rộng)
- Cho {\displaystyle f\,:\,S^{2}\rightarrow \mathbb {R} } liên tục, khi đó tồn tại {\displaystyle c\in S^{2}} sao cho {\displaystyle f(c)=f(-c)}.

### Liên tục trong không gian tô pôcompact[7]
- Cho {\displaystyle f\,\,:\,X\,\rightarrow \,Y} liên tục, nếu {\displaystyle X} compact thì {\displaystyle f(X)} compact.
- Cho {\displaystyle X} compact và {\displaystyle f\,:\,X\rightarrow \mathbb {R} } là liên tục, khi đó {\displaystyle f} có giá trị lớn nhất và giá trị nhỏ nhất trên {\displaystyle X}, hay tồn tại {\displaystyle a,\,b\in X} sao cho {\displaystyle f(a)\leq f(x)\leq f(b)} với mọi {\displaystyle x\in X}.
- Cho {\displaystyle [a,\,b]} là khoảng đóng và bị chặn trong {\displaystyle \mathbb {R} }. Giả sử {\displaystyle f\,:\,[a,\,b]\rightarrow \mathbb {R} } là liên tục. Khi đó ảnh của {\displaystyle f} là khoảng đóng và bị chặn trong {\displaystyle \mathbb {R} }.

#### Ví Dụ
Ví dụ 1: Cho {\displaystyle X=\{a,b,c,d\}} và {\displaystyle Y=\{1,2,3\}} là 2 không gian tô pô được miêu tả ở hình bên, với {\displaystyle f,g,h\,:\,X\,\rightarrow Y} xác định:
{\displaystyle f(a)=1,\,f(b)=1,\,f(c)=2,\,f(d)=2}
{\displaystyle g(a)=2,\,g(b)=2,\,g(c)=1,\,g(d)=3}
{\displaystyle h(a)=1,\,h(b)=2,\,h(c)=2,\,h(d)=3}
Có {\displaystyle f,g} liên tục và {\displaystyle h} không liên tục.
Ví dụ 2: Xét {\displaystyle (a,b)} với {\displaystyle a<b} và {\displaystyle a,b\in \mathbb {R} }, có {\displaystyle \mathbb {B} =\{(x,b)|x\in (a,b)\}} và {\displaystyle \mathbb {B} ^{'}=\{(a,y)|y\in (a,b)\}} là hai cơ sở. Ánh xạ
{\displaystyle f\,:\,z\rightarrow b-z+a} với {\displaystyle z\in (a,x),x\in (a,b)}biến mỗi phần tử trong {\displaystyle \mathbb {B} ^{'}} thành một phần tử trong {\displaystyle \mathbb {B} } là ánh xạ ngược của ánh xạ
{\displaystyle g\,:\,z^{'}\rightarrow b-z^{'}+a} với {\displaystyle z^{'}\in (x,b),x\in (a,b)}
Ánh xạ {\displaystyle g} liên tục.

#### Bổ đề dán (The Pasting Lemma)
Cho {\displaystyle X} là không gian tô pô, {\displaystyle A,B} là hai tập con đóng của {\displaystyle X} sao cho {\displaystyle A\cup B=X}. Giả sử rẳng {\displaystyle f\,\,:\,A\,\rightarrow \,Y} và {\displaystyle g\,\,:\,Y\,\rightarrow \,Y} là liên tục và {\displaystyle f(x)=g(x)\,\,\,\forall x\,\in \,A\cap B}. Khi đó {\displaystyle h\,\,:\,X\,\rightarrow \,Y} xác định bởi:
{\displaystyle h(x)={\begin{cases}f(x),x\in A\\g(x),x\in B\end{cases}}}
thì {\displaystyle h} liên tục trên {\displaystyle X}.

#### Liên tục thông qualưới
Cho {\displaystyle X,Y} là 2 không gian tô pô. Khi đó {\displaystyle f\,\,:\,X\,\rightarrow \,Y} là liên tục tại {\displaystyle x} nếu và chỉ nếu khi nào có lưới {\displaystyle n} trong {\displaystyle X} hội tụ về {\displaystyle x}, thì lưới {\displaystyle f\circ n} hội tụ về {\displaystyle f(x)}.
Viết theo ký hiệu quen thuộc: {\displaystyle f} liên tục tại {\displaystyle x} nếu và chỉ nếu với mọi lưới {\displaystyle x_{i}\rightarrow x\,\Rightarrow f(x_{i})\,\rightarrow \,f(x)}.

#### Liên tục trênkhông gian tích
- Cho {\displaystyle f_{j}\,:\,X_{j}\rightarrow Y_{j}}, {\displaystyle j\in J} là tập chỉ số. Khi đó

{\displaystyle \prod f_{j}\,:\,\prod X_{j}\rightarrow \prod Y_{j}} là liên tục khi và chỉ khi {\displaystyle f_{j}\,:\,X_{j}\rightarrow Y_{j}} liên tục với mọi {\displaystyle j} thuộc {\displaystyle J}
- Ánh xạ chiếu {\displaystyle \pi _{j}\,:\,\prod X_{j}\rightarrow X_{j}} liên tục.
- Ánh xạ {\displaystyle f\,:\,Y\rightarrow \prod _{j\in J}X_{j}} liên tục khi và chỉ khi mỗi ánh xạ thành phần {\displaystyle f_{j}=\pi _{j}\circ f} liên tục.

#### Ví dụ
Cho hàm {\displaystyle h\,:\,\mathbb {R} \rightarrow \mathbb {R} }, cho bởi:
{\displaystyle h(x)=|x|={\begin{cases}x,x\geq 0\\-x,x\leq 0\end{cases}}}

### Mở rộng

#### Tô pô sinh bởi ánh xạ
- Cho {\displaystyle (X,\tau _{X})} là không gian tô pô, {\displaystyle Y} là một tập, và {\displaystyle f\,\,:\,X\,\rightarrow \,Y} là ánh xạ. Chúng ta muốn tìm tô pô trên {\displaystyle Y} sao cho {\displaystyle f} liên tục.

Yêu cầu của {\displaystyle \tau _{Y}} là nếu {\displaystyle U\in \tau _{Y}} thì {\displaystyle f^{-1}(U)\in \tau _{X}}
Tôpô hiển nhiên (the trivial toplogy) trên {\displaystyle Y} thỏa mãn yêu cầu này. Đây là tôpô thô nhất thỏa mãn yêu cầu làm {\displaystyle f} liên tục.
Mặt khác, họ {\displaystyle \{U\subset Y\,|\,\,f^{-1}(U)\in \tau _{X}\}} là tô pô thực sự trên {\displaystyle Y}. Đây là tôpô mịn nhất thỏa yêu cầu.
- Cho {\displaystyle X} là một tập, {\displaystyle (Y,\tau _{Y})} là không gian tô pô, và {\displaystyle f\,\,:\,X\,\rightarrow \,Y} là ánh xạ. Chúng ta muốn tìm tôpô trên {\displaystyle X} sao cho {\displaystyle f} liên tục.

Yêu cầu của {\displaystyle \tau _{X}} là nếu {\displaystyle U\in \tau _{Y}} thì {\displaystyle f^{-1}(U)\in \tau _{X}}.
Tôpô rời rạc trên {\displaystyle X} là tôpô mịn nhất thỏa mãn yêu cầu.
Ta có thể thấy xa hơn rằng nếu họ {\displaystyle S_{Y}} sinh ra {\displaystyle \tau _{Y}} thì {\displaystyle \tau _{X}} được sinh bởi họ {\displaystyle \{f^{-1}(U)\,|\,\,U\in S_{Y}\}}.

#### Đồng phôi

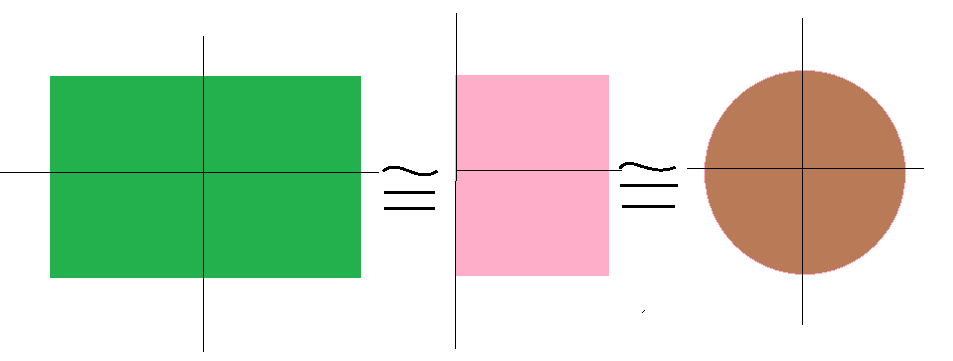
Ví dụ 2: Mặt phẳng đồng phôi với nửa mặt phẳng và đồng phôi với đĩa tròn

- Ánh xạ đi từ một không gian tôpô vào không gian tôpô khác được gọi là phép đồng phôi nếu nó là song ánh, liên tục và ánh xạ ngược cũng liên tục.
- Hai không gian gọi là đồng phôi, thường viết là {\displaystyle X\approx Y}, nếu có một phép đồng phôi từ không gian này vào không gian kia.

#### Đồng luân

Ví dụ 3: Biến đổi đồng luân

- Định nghĩa: Một biến đổi đồng luân giữa hai ánh xạ liên tục {\displaystyle f} và {\displaystyle g} từ không gian tô pô {\displaystyle X} vào không gian tô pô {\displaystyle Y} được định nghĩa là ánh xạ {\displaystyle H:\,X\times [0,1]\rightarrow Y} từ tích của không gian {\displaystyle X} với đoạn đơn vị {\displaystyle [0,1]} vào {\displaystyle Y} sao cho với mỗi {\displaystyle x} thuộc {\displaystyle X} ta có {\displaystyle H(x,0)=f(x)} và {\displaystyle H(x,1)=g(x)}.
- Nếu ta nghĩ tham số thứ hai của {\displaystyle H} như là "thời gian", khi đó {\displaystyle H} mô tả một biến đổi liên tục ánh xạ {\displaystyle f} thành ánh xạ {\displaystyle g}: tại thời điểm {\displaystyle 0} ta có ánh xạ {\displaystyle f} và tại thời điểm {\displaystyle 1} ta có ánh xạ {\displaystyle g}.
- Đồng luân là một quan hệ tương đương trên tập các ánh xạ liên tục từ {\displaystyle X} vào {\displaystyle Y}. Quan hệ đồng luân này tương thích với phép hợp thành của 2 ánh xạ theo nghĩa nếu {\displaystyle f_{1},\,g_{1}\,:\,X\rightarrow Y} là đồng luân và {\displaystyle f_{2},\,g_{2}\,:\,Y\rightarrow Z} là đồng luân, khi đó hợp thành của chúng {\displaystyle f_{2}\circ f_{1}} và {\displaystyle g_{2}\circ g_{1}}:{\displaystyle Y\rightarrow Z} là đồng luân

#### Ví dụ
Ví dụ 1: Cho {\displaystyle f\,:\,(\mathbb {R} ,\tau )\rightarrow (\mathbb {R} ,{\text{Euclid}})} là ánh xạ biến
{\displaystyle f\,:\,x\rightarrow x^{2}}
Ta thấy {\displaystyle \tau =\{(a,b)|a,b\in \mathbb {R} \}} là tô pô mịn nhất sao cho {\displaystyle f} liên tục.
Ví dụ 2: Mặt phẳng đồng phôi với nửa mặt phẳng và đồng phôi với đĩa tròn
Ví dụ 3: Một biến đổi đồng luân